# 武藤章 (建築家)
武藤 章（むとう あきら、1931年 - 1985年）は、日本の建築家。天野太郎のもとで建築を学び、さらに渡欧してアルヴァ・アールトのもとで学んだ唯一の人物。工学院大学教授。

## 略歴
- 1931年　東京に生まれる
- 1954年　東京大学工学部建築学科卒業
- 1954年　（株）新建創入社
- 1956年　工学院大学建築学科天野太郎研究室助手
- 1959年　工学院大学建築学科専任講師
- 1959年～1962年　有限会社天野太郎研究室取締役
- 新花屋敷ゴルフ場クラブハウスなどの設計に協力
- アメリカの建築視察の後、渡欧
- フィンランドのアトリエ・アルヴァ・アアルトで建築設計の研究
- さらにヨーロッパの建築視察後、イタリアのジノ・ヴァッレ設計事務所入所
- 1963年　武藤章研究室一級建築士事務所設立
- 1964年　工学院大学助教授
- 1974年　工学院大学教授
- 1985年　逝去

## 設計活動
- 住宅の設計を中心に活躍、多くの優れた作品を残した。

## 作品
- 館山国民休暇村の休憩所(1964年 千葉）
- 三愛病院（1964 東京）
- タテシナクラブ山荘（1965年 長野）
- 戸倉スキー場レストハウス（1966 長野）
- 松が丘病院職員寮（1966 東京）
- 流動する空間への誘い（1967年 長野）
- 尾瀬富士見小屋（1967 群馬）
- 一光ビル（1969 東京）
- 工学院大学白樺湖山の家（1969 長野）
- 美しが丘の家（1972年 神奈川）
- 増沢ビル（1973 東京）
- 林田産業交通住宅（1973 鹿児島）
- 白鷺の家（1974年 東京）
- 鈴木屋呉服店（1976 埼玉）
- 荻窪住まいの森モデルハウス（1976年 東京）
- 松が丘自然病院（1977 東京）
- タウンハウス上村（1978年 東京）
- 工学院大学八王子図書館（1980年 東京）
- 西狭山病院（1981 埼玉）
- 吉祥寺の家（1983年 東京）
- 厚生年金会館東村山職員宿舎（1983 東京）
- 七里ケ浜の家（天野太郎邸）（1984年 神奈川）
- 加藤マンション（1985 東京）

## 著訳書・論文
- SD選書『アルヴァ・アアルト』　（武藤 章　著　鹿島出版会）
- 訳書に『ベネボロ：近代建築の歴史』上・下（武藤 章　訳　鹿島出版会）
- 『アルヴァ・アアルト：エッセイとスケッチ』（武藤 章　訳　鹿島出版会刊）
- 論文『建築について』（『新建築』1958年1月号）
- 論文『形のない形』（『GA10 Alvar Aalto:La Maison Louis Carre』)

## 研究室出身人物
- 南迫哲也（工学院大学名誉教授）
- 竺覚暁（金沢工業大学教授、金沢工業大学ライブラリーセンター館長、建築アーカイブス研究所館長）
- 初田亨（工学院大学教授）
- 安原治機（工学院大学教授）
- 戸沢正法（建築家）
- 十文字豊（建築家）
- 海谷寛（建築家）
- 宮井昭隆（建築家）

## 関連人物
- アルヴァ・アールト（建築家）
- 天野太郎（東京芸術大学名誉教授）
- 吉原正（建築家）
- 藤島亥治郎（東京大学教授）
- 奥平耕造（東京工芸大学教授）